# Berlandina shumskyi
Berlandina shumskyi är en spindelart som beskrevs av Mykola M. Kovblyuk 2003. Berlandina shumskyi ingår i släktet Berlandina och familjen plattbuksspindlar.
Artens utbredningsområde är Ukraina. Inga underarter finns listade.